# Кимберлитовая трубка

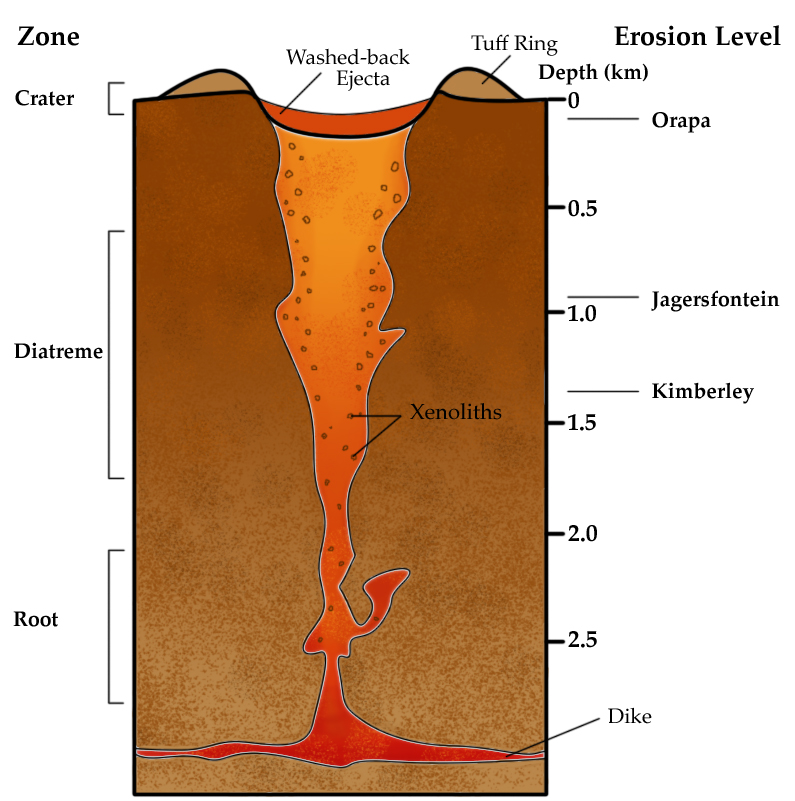
Схема образования кимберлитовой трубки при взрывном извержении вулкана с изображённым магматическим очагом

Кимберли́товая тру́бка — вертикальное или близкое к вертикальному геологическое тело, образовавшееся при прорыве магмы сквозь земную кору. Кимберлитовая трубка заполнена кимберлитом. Геологическая структура и сопутствующие горные породы названы по имени города Кимберли в Южной Африке.

## Основные сведения
Кимберлитовая трубка представляет собой трубку распространения взрыва при вулканическом извержении. Имеет форму трубообразного канала с поперечником 0,4—1 км, по которому преимущественно на древних платформах произошёл прорыв магматических растворов и газов. В трубке взрыва застыли сцементированные растворами вулканические обломки (брекчии), или туфообразная порода зеленовато-серого цвета — кимберлит, которая состоит из оливина, флогопита, пиропа, карбонатов и других минералов, а также имеет включения ксенолитов. Эти трубки (до 10 % трубок) содержат алмазы, которые добывают в ЮАР, Индии, а с 1954 года на Среднесибирской платформе — в Якутии. Первая якутская кимберлитовая трубка, открытая Ларисой Попугаевой 21 августа 1954 года, была названа «Зарница».
Кимберлитовая трубка представляет собой гигантских размеров столб, который оканчивается в верхней части расширением конической формы — вулканообразным кратером. С глубиной коническое тело сужается, напоминая по форме гигантскую морковь, и на какой-то глубине переходит в жилу. Кимберлитовые трубки — своеобразные древние вулканы, наземная часть которых в большой степени разрушена в результате эрозионных процессов.
На 2000 год было найдено более 1000 кимберлитовых тел, но алмазы установлены только в 200 трубках, а эксплуатируемых месторождений среди них было только 23.

## Полезные ископаемые
В кимберлитовых трубках (кимберлит) добывают кристаллы алмазов.
Алмазы встречаются в кимберлитах чаще, чем в лампроитах.
Согласно выводам советского геолога Н. Н. Сарсадских, алмазы не кристаллизуются из кимберлитовой магмы, которая генерируется в глубинных очагах и является лишь транспортёром алмазов. Также подобное предположение было высказано на основании работ американского физика Фрэнсиса Банди, изучавшего диаграммы плавкости углерода. С другой стороны, в научном сообществе также придерживаются и противоположных взглядов: существуют свидетельства генезиса алмазов во время образования кимберлитовых и лампроитовых магм.